# Henri Lehmann

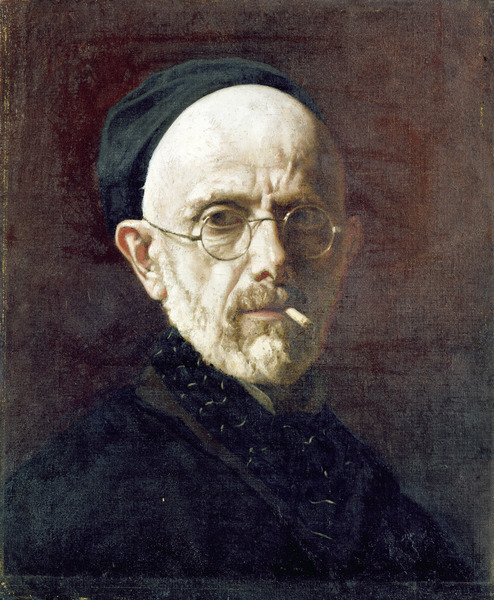
Autorretrato (data desconhecida)

Henri Lehmann (14 abril 1814 - 30 de março de 1882) foi um pintor histórico francês de origem alemã e retratista.

## Trabalho
Lehmann foi pintor de retratos, obras religiosas, de gênero, históricas, alegóricas e literárias. Ele se inspirou na mitologia clássica, em Shakespeare e em escritores contemporâneos. Às vezes considerado seco e acadêmico, o melhor de seu trabalho pode ser puro na linha e gracioso na forma. Entre as melhores de suas telas estão:
- Filha de Jefté (1836)
- Pesar dos Oceanídeos (1850)
- Prometeu
- Sonho de Erigone
- Venus Anadyomene

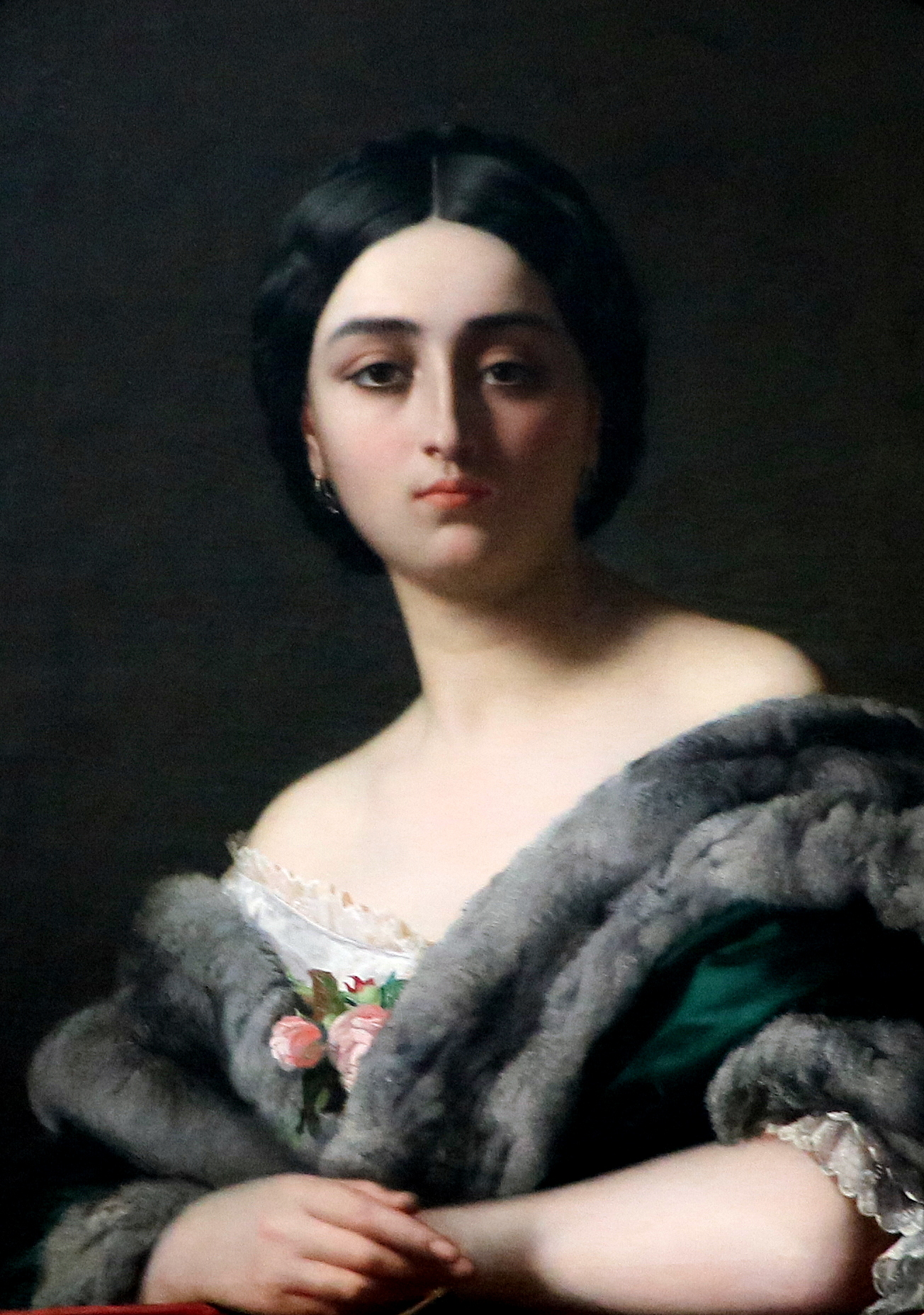
Retrato de Léonide (ou Monna Belcolore) de Henri Lehmann (1848). Musée d'arts de Nantes, França

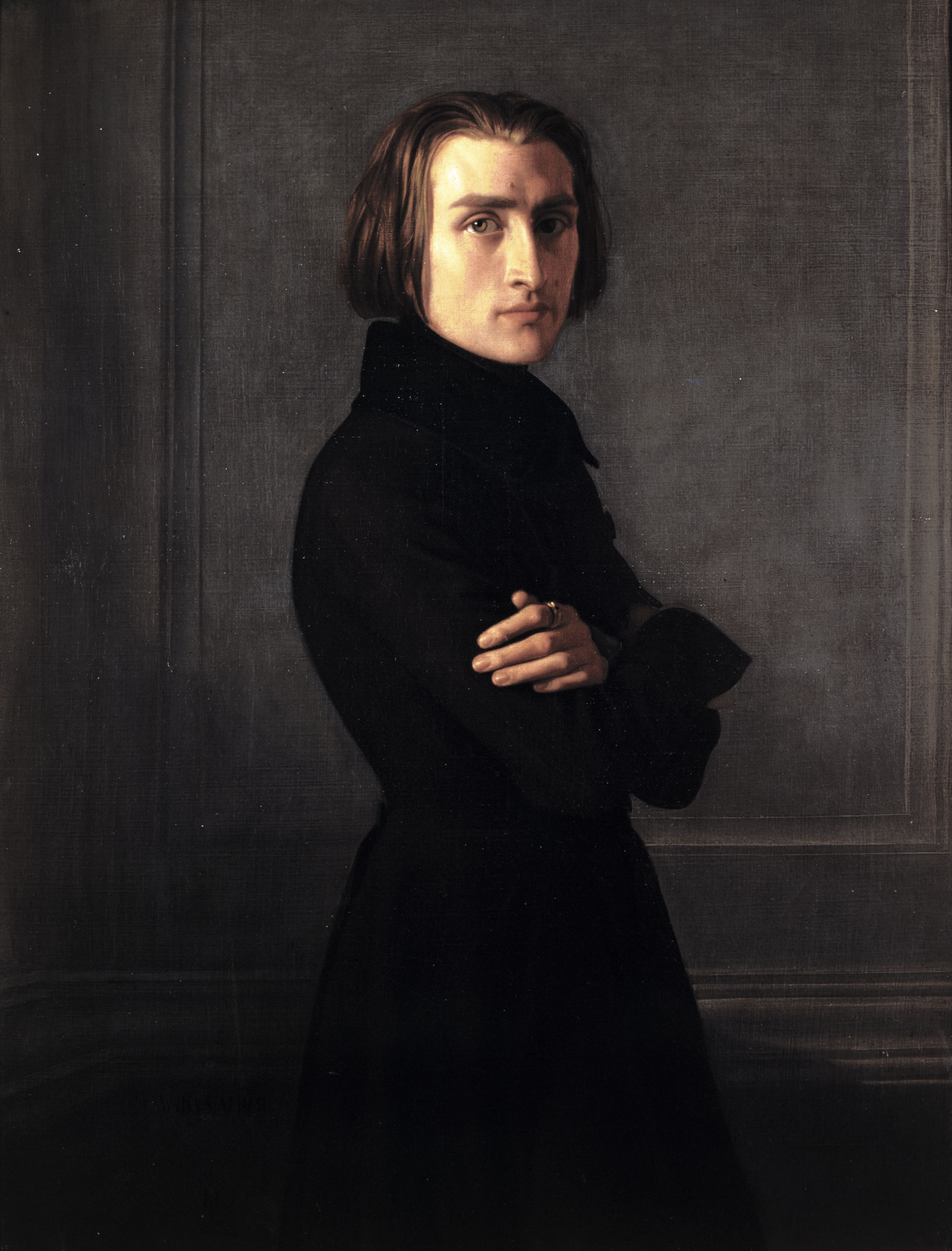
Retrato de Franz Liszt, ca. 1839

- Adoração de Reis Magos e Pastores (1855, Museu Rheims)
- Casamento de Tobias (1866)

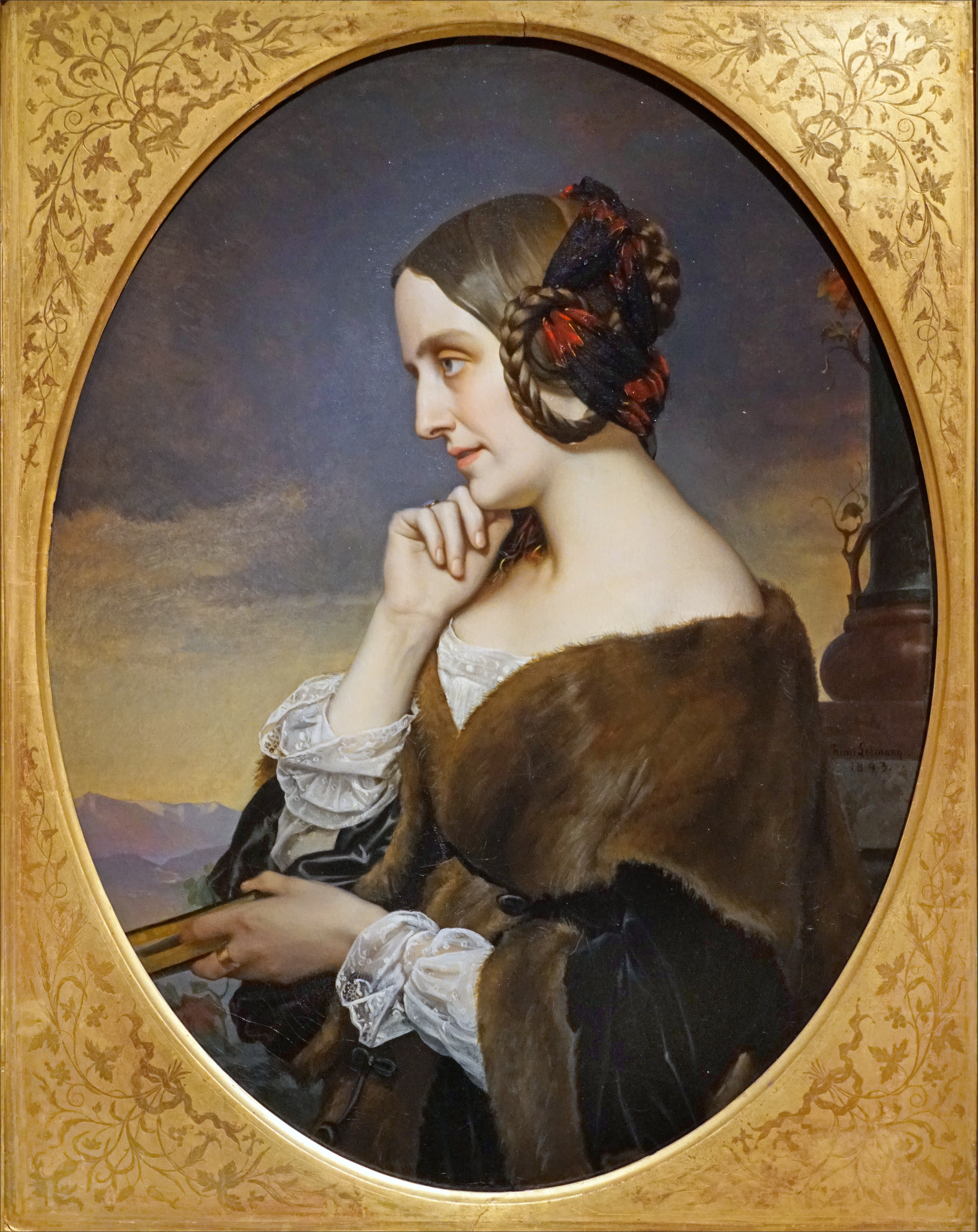
Marie d'Agoult, 1843, de Henri Lehmann

As pinturas murais incluem aquelas nas capelas da igreja de St. Merry , no teto do Grande Salão do Palais de Justice e no Salão do Trono, no Palácio de Luxemburgo . Ele pintou muitos retratos bem caracterizados de celebrados contemporâneos - Liszt, Ingres, Marie d'Agoult, Chopin, e Edmond About, entre outros. Ele pintou um retrato de si mesmo para a Galeria Uffizi, em Florença.

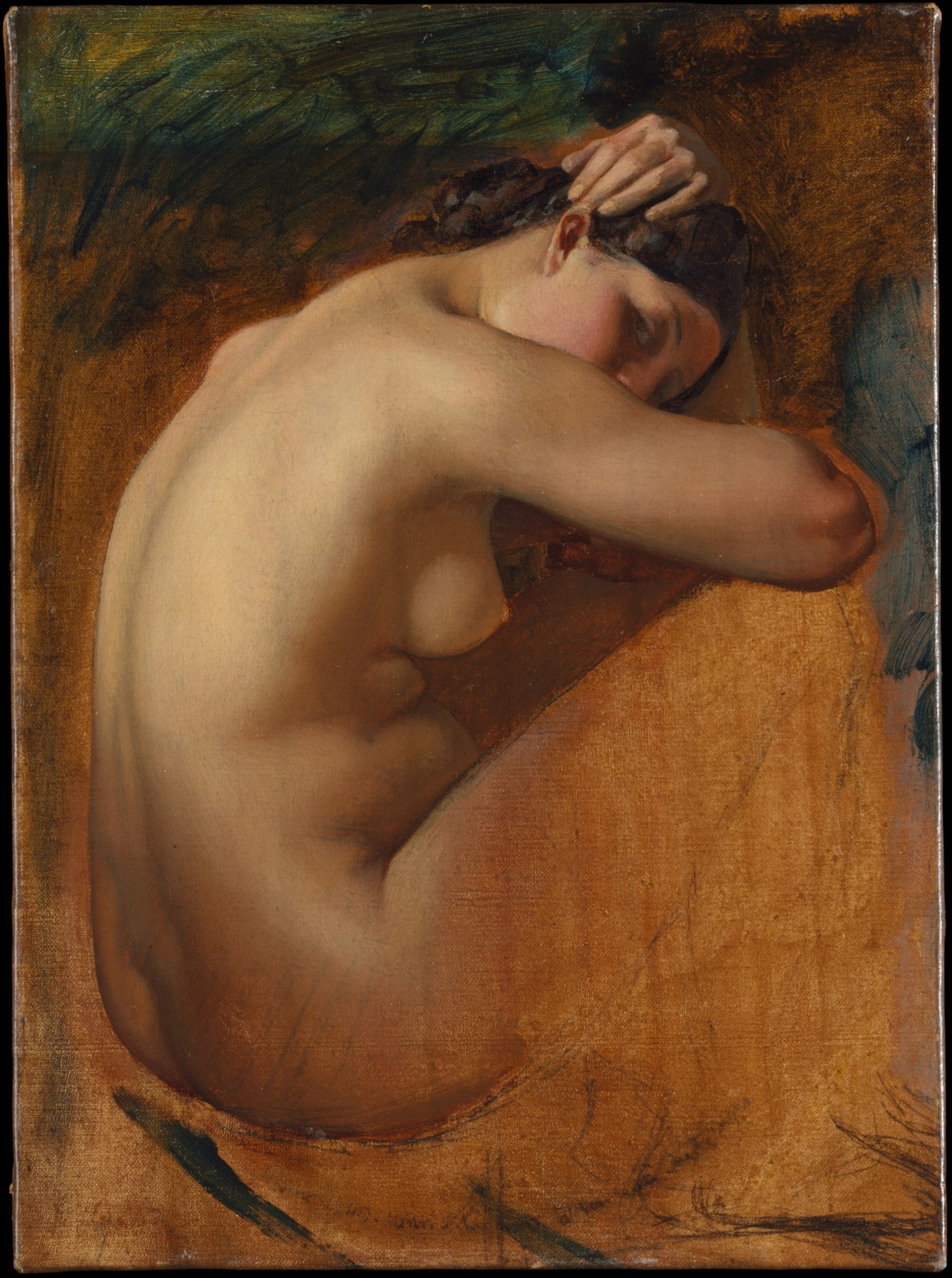
Estudo de um nu feminino, Museu Metropolitano de Arte

### Alunos de Lehmann
- Edmond Aman-Jean
- Édouard Joseph Dantan
- Julien Dupré
- Amédée Forestier
- Alphonse Osbert
- Camille Pissarro
- Alexandre Séon
- Georges Seurat
- Modesto Brocos